# Fidena freemani
Fidena freemani är en tvåvingeart som beskrevs av Barretto 1957. Fidena freemani ingår i släktet Fidena och familjen bromsar. Inga underarter finns listade i Catalogue of Life.